# Romana Vaccaro

Romana Vaccaro (Tosca) mit dem Tenor Eduardo Villa (Cavaradossi), 2007

Romana Vaccaro (* 20. Februar 1956 als Romana Kahlerová in Prag, Tschechoslowakei; † 23. Januar 2024 in Bad Schwalbach, Deutschland) war eine tschechisch-deutsche Opernsängerin (Sopran).

## Leben
Nach einem Studium am Prager Konservatorium erreichte sie, damals noch unter ihrem Geburtsnamen Romana Kahlerová, zweimal den ersten Preis beim gesamtstaatlichen Gesangswettbewerb im tschechoslowakischen Fernsehen. In Deutschland erhielt sie Privatunterricht bei Eike Wilm Schulte und George-Emil Crasnaru, dem der Besuch der Meisterklasse bei Josef Metternich und ein Stipendium des Richard Wagner-Verbandes Bayreuth folgten.
Als Aussiedlerin kam sie 1980 in die Bundesrepublik Deutschland. Sie wurde am Hessischen Staatstheater Wiesbaden in der Spielzeit 1982/83 als Altistin im Opernchor engagiert, wo sie jedoch in der Folgezeit auch als Mezzosopranistin in kleinen bis mittleren Solopartien eingesetzt wurde; dazu gehörten Auftritte als Lola in Cavalleria rusticana, als Anna in Maria Stuarda, als Giovanna in Rigoletto, als Agricola in Eine Nacht in Venedig und als Kammerfrau in Macbeth. In der Spielzeit 1990/91 übernahm sie am Staatstheater Wiesbaden die Rolle der Magd Glascha in Katja Kabanowa. In Wo die wilden Kerle wohnen (Premiere: Juni 1997) von Oliver Knussen sang sie am Staatstheater Wiesbaden die Rolle der Mutter. Ab 1985 trat sie als Solistin in Konzerten und Oratorien im Fachbereich Alt auf. Im Rhein-Main-Gebiet sang sie unter anderem in Georg Friedrich Händels Der Messias und Gioacchino Rossinis Petite Messe solennelle.
Im Jahre 1995 sang sie in der Chiesa di San Felice in Florenz die Mezzosopran-Partie bei der Uraufführung des Oratoriums Oratorio von Andrea Cavallari.
1996 sang sie die Angelina in La Cenerentola an der Frankfurter Kammeroper. Danach folgten Dorabella in Così fan tutte und 1998 die Santuzza in Cavalleria rusticana am Nationaltheater Constanța. 1999 gastierte sie als Fenena in Nabucco bei den Heidenheimer Opernfestspielen. 2002 sang sie bei den Heidenheimer Opernfestspielen „mit klarem Mezzo“ die Maddalena in Rigoletto.
In den Jahren 2000 bis 2003 sang sie Konzerte mit dem Johann-Strauß-Orchester Frankfurt, das auch unter dem Namen Frankfurter Sinfoniker firmierte. Zu dieser Zeit erfolgte ihr Fachwechsel zum dramatischen Sopran. Im August 2003 sang  Vaccaro in einer Produktion der L’Opera Piccola e. V. aus Bad Schwalbach im Taunus, dessen künstlerischer Leiter Vaccaros Ehemann Michael Vaccaro ist, zum ersten Mal die Tosca in der gleichnamigen Oper von Giacomo Puccini. Eine neue Produktion der Oper Tosca mit Vaccaro wurde 2004 im Kloster Eberbach zur Aufführung gebracht. 2005 war sie bei Opera en el convento, einem Opernfestival auf La Palma, Spanien, ebenfalls als Tosca zu sehen. 2005 übernahm sie beim Opernfestival Gut Immling im Chiemgau die Santuzza in Cavalleria Rusticana.
Im Juli 2006 sang Vaccaro die Titelrolle in Carmen bei der Eröffnung der „Wetzlarer Festspiele“ und die Tosca auf Schloss Braunfels. 2007 war sie, gemeinsam mit Eike Wilm Schulte, Sue Patchell und Keith Ikaia-Purdy, Solistin bei einer festlichen Operngala in der Basilika von Kloster Eberbach. Im Juni 2007 sang sie die Tosca auf Chateau Buc/Versailles. Im Juli 2007 trat sie auf Schloss Braunfels als Desdemona in Otello an der Seite von Eduardo Villa (Otello) auf. Im August 2007 gastierte sie als Tosca bei den Burgfestspielen Dreieichenhain und im Kloster Limburg. Im August 2007 sang sie  die Carmen im Amphitheater von Schloss Philippsruhe in Hanau. Ende August 2007 sang sie in Dubrovnik die Titelpartie in Tosca mit Boiko Zvetanov als Cavaradossi.
Im Juli 2008 trat Romana Vaccaro als Tosca auf Burg Eppstein, auf Schloss Dennenlohe und auf der Kyrburg in Kirn auf. Im Juli 2008 sang sie zum ersten Mal die Titelpartie der Aida bei einer Freilichtaufführung auf der Burg Abenberg. Danach trat sie als Aida in Siegen auf. Im August 2008 sang sie die Aida auch auf der Freilichtbühne Loreley. Im August 2008 übernahm Romana Vaccaro eine der Hauptrollen in der Uraufführung der Oper Sirena des kroatischen Komponisten Pero Šiša in Dubrovnik.
2011 sang sie bei den Clingenburg-Festspielen die Partie der Leonore in Fidelio. 2013 sang Romana Vaccaro nach ihren Erfolgen als Aida nun auch die Rolle der Amneris in der Oper Aida, u. a. bei den Opernfestspielen von Château Buc/Versailles, bei den Burgfestspielen Dreieichenhain und vor 1600 Zuschauern im Steinbruch Juchem in Niederwörresbach.
Im März 2023 fand ein Jubiläumskonzert für Romana Vaccaro als Erste Vorsitzende von L'Opera Piccola e. V. und Gründerin der Internationalen Opernakademie zum 20-jährigen Bestehen des Vereins statt.
Romana Vaccaro starb am 23. Januar 2024 in Bad Schwalbach.  Am 29. Januar 2024 fand nach einer Trauerfeier in der katholischen St. Elisabeth-Kirche in Bad Schwalbach die Beerdigung auf dem Bad Schwalbacher Friedhof statt.